# Saint-Georges-sur-Moulon

Saint-Georges-sur-Moulon este o comună în departamentul Cher, Franța. În 1 ianuarie 2022 avea o populație de 722 de locuitori.